# Leonid Tibilov
Leonid Charitonovič Tibilov (rusky Леонид Харитонович Тибилов, osetsky: Тыбылты Харитъоны фырт Леонид; * 28. března 1952, Věrchnyj Dvan, Jižní Osetie) je jihoosetský politik, od roku 2012 do roku 2017 prezident částečně mezinárodně uznané Republiky Jižní Osetie.

## Životopis
Vystudoval Jihoosetský pedagogický institut v Cchinvali, poté v letech 1975 až 1981 působil jako učitel matematiky a fyziky na střední škole ve Znauru. Od roku 1981 byl profesionálním zaměstnancem sovětské státní bezpečnosti, absolvoval speciální kurz na škole KGB v Minsku. Od roku 1992 působil jako ministr státní bezpečnosti v té době mezinárodně neuznané Republiky Jižní Osetie, v roce 1998 se stal prvním místopředsedou vlády. O post prezidenta se poprvé ucházel roku 2006, kdy propadl se ziskem 0,9 % hlasů. Na jaře 2012 zvítězil v opakovaných prezidentských volbách (volby v listopadu 2011, po kterých se oba kandidáti prohlásili za vítěze, což vyvolalo ve státě se 70 tisíci obyvateli nepokoje, soud prohlásil za neplatné), funkce se oficiálně ujal 19. dubna 2012.